# Puddington (Devon)
Puddington – wieś i civil parish w Anglii, w Devon, w dystrykcie Mid Devon. W 2011 civil parish liczyła 196 mieszkańców. Puddington jest wspomniana w Domesday Book (1086) jako Potitone/Potitona.